# Дерево-земляна оборонна точка

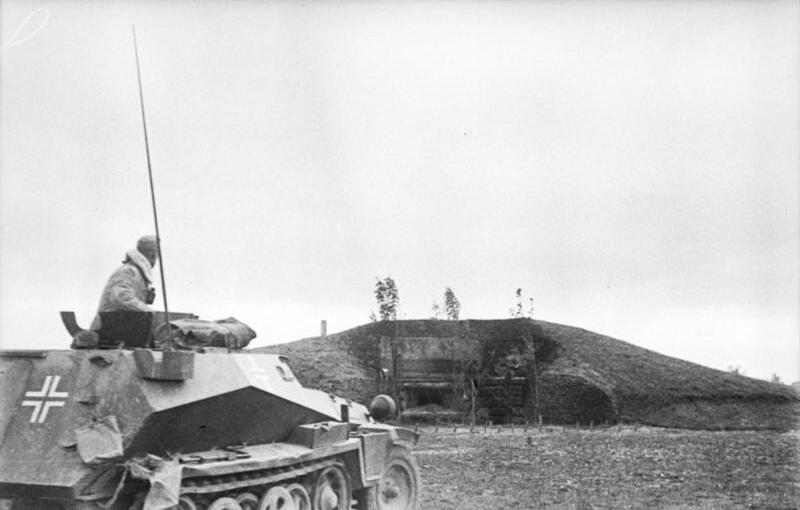
Німецька легка бронемашина розвідки (Sd. Kfz 253) з екіпажем перед радянським ДЗОТом. Перша битва за Харків. 1941

Дерево-земляна оборонна точка, скорочено: ДЗОТ, дерево-земляна оборонна споруда, скорочено: ДЗОС  — закрита польова фортифікаційна споруда для ведення вогню з кулеметів і гармат, що зводиться з лісоматеріалів з захисною товщею з ґрунту, каменю, щебеню, гравію.

## Історія
Вперше термін ДЗОТ був застосований за часів радянсько-фінської війни (1939-40).
Під час радянсько-німецької війни кулеметні та артилерійські ДЗОСи (у той час вони називалися ДЗОТи) споруджувалися з колодних, рідше стойчатих або рамних конструкцій, зазвичай з подвійними стінками, між якими засипався ґрунт, щебінь тощо. У стінах ДЗОСів влаштовувалися амбразури.
У другій половині XX століття для захисту від уражаючих факторів ядерного вибуху ДЗОСи обладнуються спеціальними амбразурними заслінками, а також захисними і герметичними дверима, розташованими зазвичай з тильного боку. ДЗОСи легкого типу захищають обслугу та озброєння від куль, осколків мін і снарядів, зменшують радіус зони ураження ядерного вибуху в 3-5 разів. ДЗОСи важкого типу захищають від уражаючих факторів ядерного вибуху малої потужності і від прямого попадання 155-мм артилерійських снарядів. ДЗОСи застосовуються для посилення інженерного обладнання позицій на важливих напрямках.